# 16438 Knöfel
16438 Knöfel è un asteroide della fascia principale. Scoperto nel 1989, presenta un'orbita caratterizzata da un semiasse maggiore pari a 2,7335861 UA e da un'eccentricità di 0,0565989, inclinata di 4,60737° rispetto all'eclittica.
L'asteroide è dedicato all'astronomo tedesco André Knöfel.